# Henning Nilsson
Henning Ferdinand Nilsson (i riksdagen kallad Nilsson i Gävle), född 15 juni 1908 i Stockholm, död 26 mars 1994 i Solna församling, var en svensk ombudsman och kommunistisk riksdagspolitiker.
Nilsson var ledamot av riksdagens andra kammare 1957–1968, invald i Gävleborgs läns valkrets. Han tillhörde Sveriges kommunistiska parti (1967 omdöpt till Vänsterpartiet kommunisterna) fram till den 15 oktober 1968 och betecknade sig de sista månaderna som vilde